# Championnats de Hongrie d'escrime 1913
Navigation
Édition précédente Édition suivante
Les championnats de Hongrie d'escrime 1913 ont lieu du 2 au 4 mai 1913 à Budapest. Ce sont les quatorzièmes championnats d'escrime en Hongrie. Ils sont organisés par la MVSz.
Les championnats comportent seulement deux épreuves, le fleuret masculin et le sabre masculin.

## Classements
| Épreuves          | Or                       | Argent                  | Bronze             |
| ----------------- | ------------------------ | ----------------------- | ------------------ |
| Fleuret           |                          |                         |                    |
| Hommes individuel | Péter Tóth MAC           | Imre Pál Kolozsvári EAC | József Rády MAC    |
| Sabre             |                          |                         |                    |
| Hommes individuel | Lajos Werkner Nemzeti VC | Jenő Szántay MAC        | Ervin Mészáros MAC |